# 大理岩

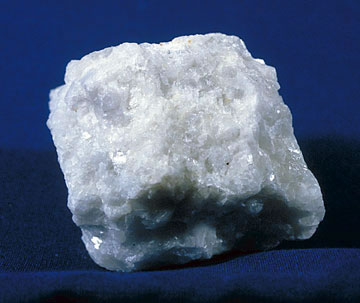
白色大理岩

大理岩是石灰岩或白云岩等受接触、区域变质作用重结晶形成，方解石和白云石的含量一般大于50％，有的达99％。岩石學上正式名詞為「大理岩」，而「大理石」並非學理上之正確名詞。
大理岩遇稀盐酸反應產生二氧化碳。这是因为含有石灰的岩石遇稀盐酸会产生化学反应。这个效应时常被用来测定岩石是否含有石灰。
化学反应：
{\displaystyle {\ce {CaCO3 + 2HCl -> CaCl2 + CO2 + H2O}}}
大理岩源於其盛产于中國云南省大理而得名。大理岩的名称逐渐发展成一切有各种颜色花纹的，用作建筑装饰材料的石灰岩，但制作雕像的白色大理岩也称为大理岩。

## 成分
一般大理岩中含有少量的其他变质矿物，屬於碳酸鹽類石材，其主要成分以碳酸鈣為主，約占50%以上，由于原来岩石中所含杂质不同（硅质、泥质、碳质、铁质、火山碎屑物质等），及变质作用的温度、压力、水含量等差别，伴生矿物也不同。如：
- 由较纯的碳酸盐岩石形成的大理岩中，方解石、白云石占90％以上，有时可含很少的石墨、白云母、磁铁矿、黄铁矿等，在低温高压下方解石可转变成文石；
- 由含硅质的碳酸盐岩石形成的大理岩中，在中、低温时可含有滑石、透闪石、阳起石、石英等，在中、高温时可含有透辉石、斜方辉石、镁橄榄石、硅灰石、方镁石等，在高温低压条件下可出现粒硅钙石、钙镁橄榄石、镁黄长石等；
- 由含泥质的碳酸盐岩石形成的大理岩中，在中、低温时可含有蛇纹石、绿泥石、绿帘石、黝帘石、符山石、黑云母、酸性斜长石、微斜长石等，在中、高温时可含有方柱石、钙铝榴石、粒硅镁石、金云母、尖晶石、磷灰石、中基性斜长石、正长石等。

大理岩一般有典型的粒状变晶结构，颗粒粗细不一。岩石中的方解石、白云石颗粒之间成紧密镶嵌结构。在某些区域变质作用形成的大理岩中，由于方解石的光轴成定向排列，使大理岩具有较强的透光性，有的大理岩可透光2厘米，是优良的雕刻材料。大理岩多为块状构造，也有不少具条带、条纹、斑块或斑点等构造，经过加工后成为有不同颜色和花纹的装饰建筑材料。
大理岩一般是纯白色，白色大理岩一般称为汉白玉。有的具各种美丽的颜色和花纹，有浅灰、浅红、浅黄、绿色、褐色、黑色等，原因是大理岩中含有少量的有色矿物和杂质，如含锰方解石的大理岩为粉红色，大理岩中含石墨为灰色，含蛇纹石为黄绿色，含绿泥石、阳起石和透辉石为绿色，含金云母和粒硅镁石为黄色，含符山石和钙铝榴石为褐色等。

## 品种
大理岩的品种有的以产地和颜色命名，如丹东绿、铁岭红等，還有像是義大利的卡拉拉是著名的白色大理色開採地，卡拉拉白便是出自此處的熱門石材。也有的以花纹和颜色命名，如雪花白、艾叶青、大花白；或是以花纹形象命名，如秋景、海浪。有的是传统名称，如汉白玉、晶墨玉等。因此，因產地很常不同常有同类异名或异岩同名现象。
有些大理岩礦區也會再細分出更高級的品種，例如義大利卡拉拉的白色石礦，便是將底色雪白而犀牛灰紋路特別分明的白色大理岩命名為「雕刻白」(Statuario)，是全世界頂級豪宅市場常用的高端石材，也是身價最高的大理岩之一。

## 用途
大理岩磨光后非常美观。主要用于加工成各种形材、板材，作建筑物的墙面、地面、台、柱，还常用于纪念性建筑物如碑、塔、雕像等的材料。大理岩还可以雕刻成工艺美术品、文具、灯具、器皿等实用艺术品。　
带有各种不同的颜色的大理岩，剖面可以形成一幅天然的水墨山水画，古代常选取具有成型的花纹的大理岩用来制作画屏或镶嵌画。
这种石性主颜色为：多色、主观属性为：花纹，有较高的抗压强度和良好的物理化学性能，易于加工，随着经济的发展，应用范围不断扩大，用量越来越大，在人们生活中起着重要作用。特别是近10几年来大规模开采、工业化加工、国际性贸易，更使装饰板材大批量地进入建筑装饰装修业，不仅用于豪华的公共建筑物，也进入了家庭的装饰。还大量用于制造精美的用具，如家具、灯具、烟具及艺术雕刻等。有些还可以作耐碱材料。在开采、加工过程中产生的碎石、边角余料也常用于人造大理岩、水磨石、石米、石粉的生产，可用于涂料、塑料、橡胶等行业的填料。

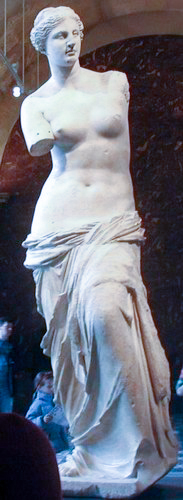
米洛的维纳斯
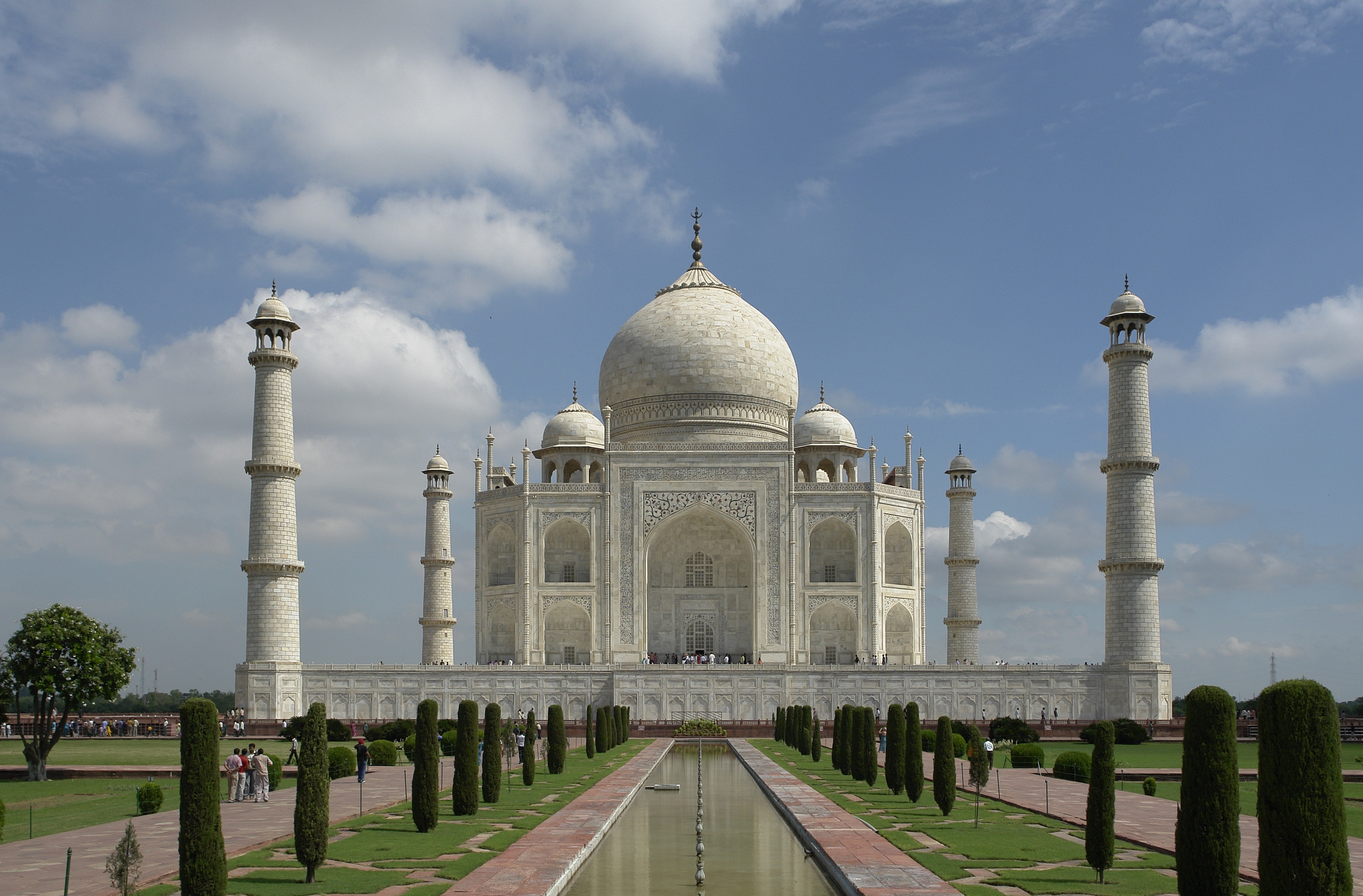
泰姬陵
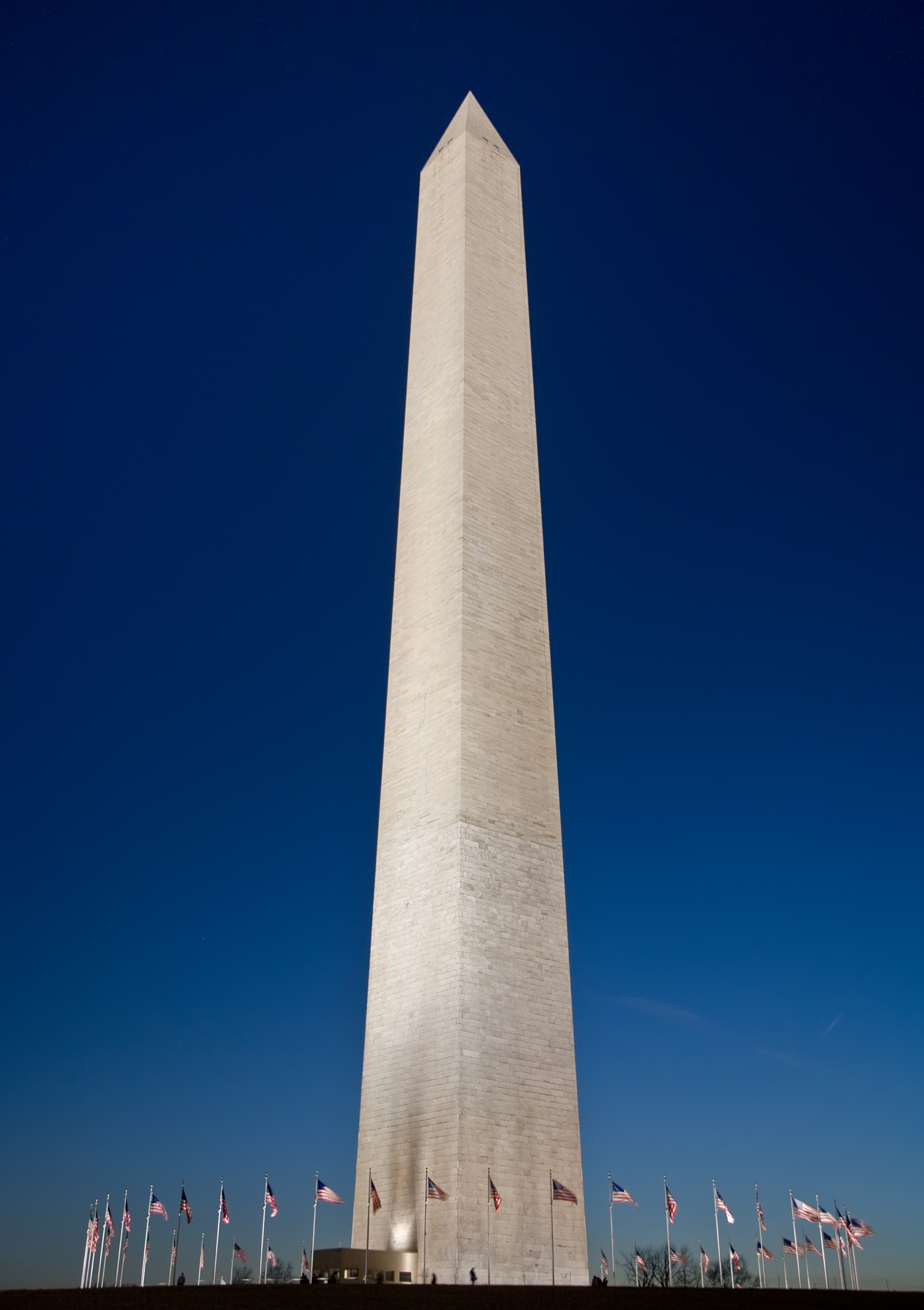
華盛頓紀念碑
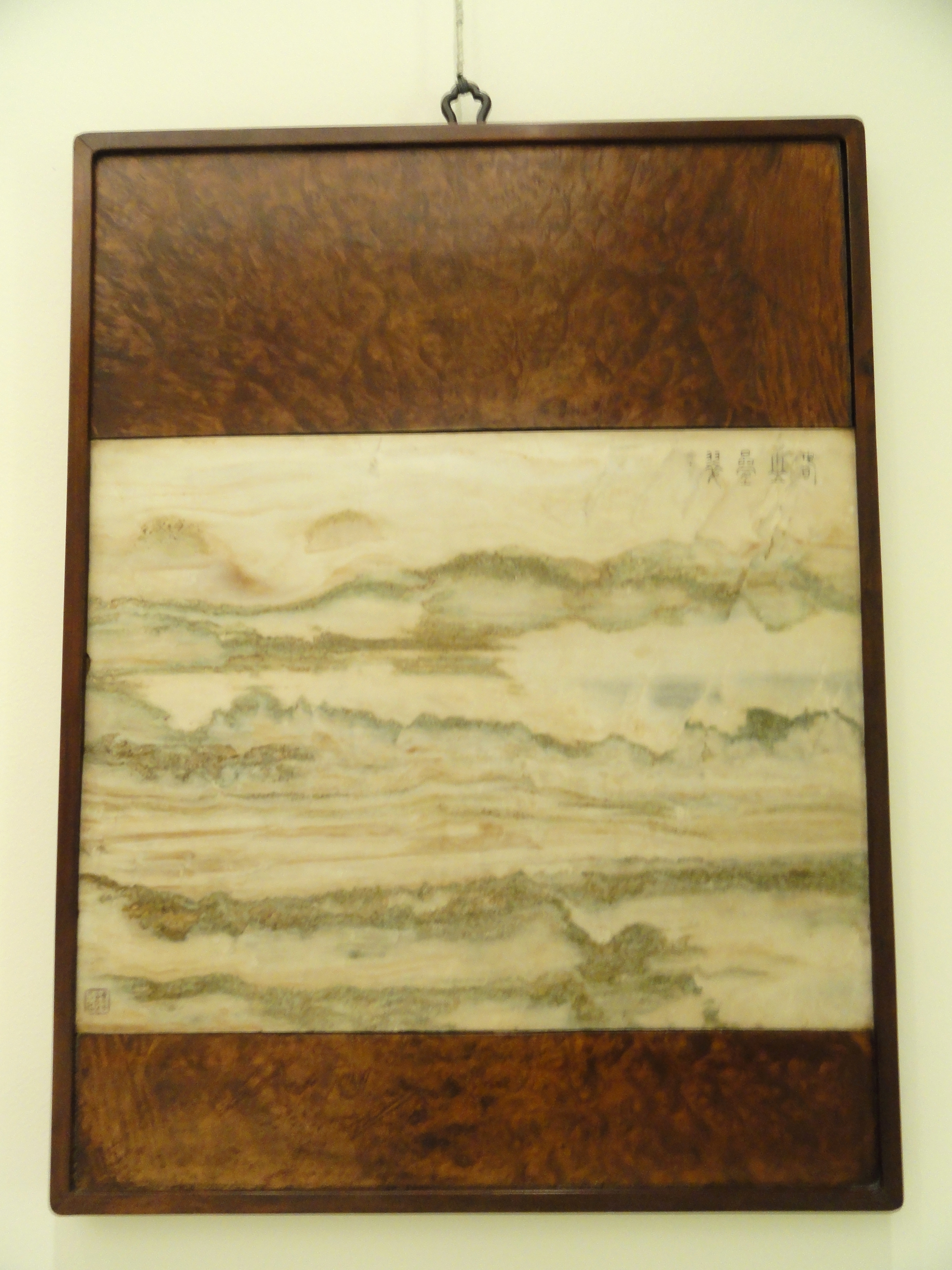
天然的大理岩山水画